# Dieter Bouvry
Dieter Bouvry, né le 31 juillet 1992 à Roulers, est un coureur cycliste belge.

## Biographie

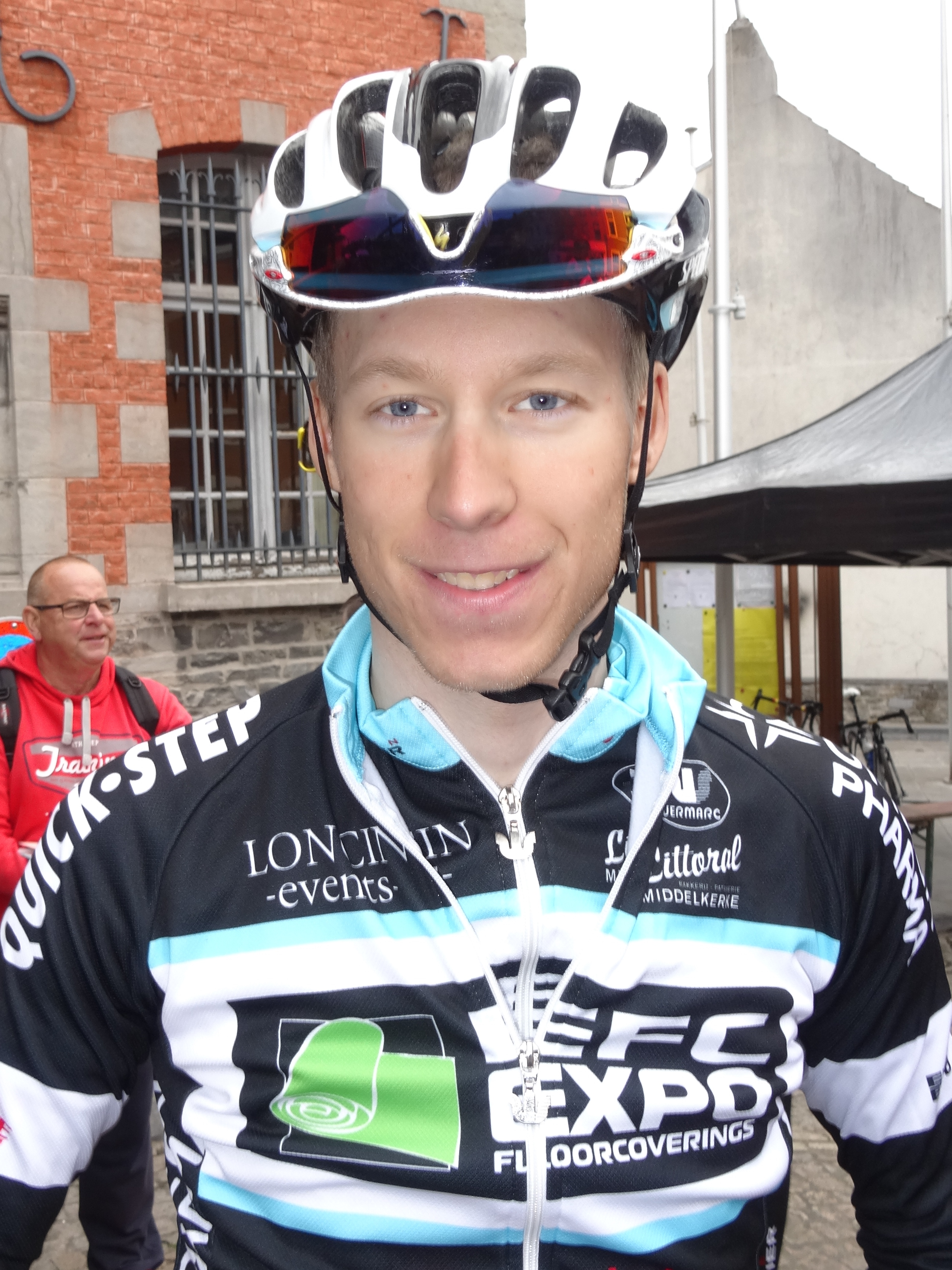
Dieter Bouvry lors du départ de la 1re étape du Triptyque des Monts et Châteaux 2014 à Antoing.

Dieter Bouvry naît le 31 juillet 1992 à Roulers, dans la province de Flandre-Occidentale, en Belgique.
Il entre en 2011 dans l'équipe EFC-Quick Step, devenue EFC-Omega Pharma-Quick Step, à l'exception de l'année 2013 où il court pour l'équipe Etixx-iHNed.
Il devient professionnel en 2015 au sein de l'équipe continentale française Roubaix Lille Métropole, qui l'engage pour un an. 
Ses dirigeants renouvellent son contrat à la fin de la saison 2015.
En 2016, il remporte Paris-Chauny. Il s’agit de sa première victoire sur une course inscrite au calendrier de l’UCI Europe Tour. Il met un terme à sa carrière à l'issue de la saison 2019.

## Palmarès et classements mondiaux

### Palmarès sur route
- 2010[1]
  - 3e du Grand Prix André Noyelle
  - 3e du Grand Prix Bati-Metallo
  - 3e du Keizer der Juniores
- 2011
  - Gand-Staden
- 2012
  - 2e du Grand Prix de la ville de Roulers
  - 2e des Boucles de l'Austreberthe
  - 3e du Tour de la province de Namur
  - 3e du Grand Prix de Guerville
- 2014
  - Bruxelles-Zepperen
  - 3e étape du Tour de Moselle
  - 3e de Bruxelles-Opwijk
  - 3e de la Liedekerkse Pijl
  - 3e de la Wingene Koers
- 2016
  - Paris-Chauny
- 2017
  - 1rea étape du Tour de la province de Namur (contre-la-montre par équipes)
  - Classement général du Tour de Côte d'Ivoire
  - Grand Prix Raf Jonckheere
  - 3e du championnat de Belgique élites sans contrat
- 2018
  - 6e étape du Tour du Faso (contre-la-montre par équipes)
  - 2e du Circuit du Pays de Waes
  - 3e du Grand Prix de la ville de Saint-Nicolas
  - 3e du Tour du Faso

### Classements mondiaux
| Année           | 2012 | 2013 | 2014 | 2015   | 2016 | 2017 |
| --------------- | ---- | ---- | ---- | ------ | ---- | ---- |
| UCI Europe Tour | 735e | 295e |      | 1 244e | 585e |      |
| UCI Africa Tour |      |      |      |        |      | 48e  |